# Орлиный
Орли́ный (известен также как Свободный-21) — посёлок (бывший военный городок) в Свободненском районе Амурской области России. Согласно Уставу сельсовета входит в состав Малосазанского сельсовета

## География
Находится на правом берегу реки Зея, в 17 км к югу от города Свободный, рядом с автомобильной трассой Свободный — Благовещенск. Окружён со всех сторон сопками.

## История
Свободный-21 основан в 1954 году и до 1996 года существовал как войсковая часть центрального подчинения. В 1996 году войсковая часть № 41065 12 ГУМО была расформирована, большая часть военнослужащих была вынуждена покинуть военный городок. В 2012 году военные полностью выведены из городка. В 2013 г. недвижимое имущество и земельные участки городка переданы из федеральной собственности в собственность администрации Малосазанского сельсовета. 
В соответствии с нормативными правовыми актами федеральных органов государственной власти в составе территории Малосазанского сельсовета находится территория закрытого военного городка Свободный-21, но в списке населённых пунктов сельсовета не упоминается.
Законом Амурской области от 13 марта 1997 года № 152-ОЗ «Об образовании поселка Орлиный в Свободненском районе Амурской области» была сделана попытка образовать посёлок Орлиный из закрытого военного городка Свободный-21, но этот закон был отменён в судебном порядке.
20 ноября 2019 г. постановлением Правительства РФ поселку официально присвоено название Орлиный.

## Население
| 1996 | 2012 | 2014 | 2015  | 2017  | 2019  | 2021  |
| ---- | ---- | ---- | ----- | ----- | ----- | ----- |
| 1500 | ↘992 | ↘820 | ↗1000 | ↗1374 | ↘1100 | ↘1094 |

## Инфраструктура
В посёлке действуют Орлинская средняя школа, детский сад, амбулатория, котельная. Имеется вертолётная посадочная площадка.
Из города Свободный до п. Орлиный можно добраться за полчаса на регулярном рейсовом автобусе (маршрут № 133, остановка «конечная» (Орлиный) или на рейсовых автобусах сообщением «Свободный — Благовещенск» остановка «Подстанция»).